# أموكوريون (فلورينا)
أموكوريون (Αμμοχώριον) هي مدينة في فلورينا في مقاطعة فوريا إلادا في اليونان.
يبلغ عدد سكانها حوالي 1089   نسمة.